# Мамун, Хасан
Хасан Мамун (13 июня 1894 — 19 мая 1973) — египетский богослов. Был великим имамом Аль-Азхара в 1964—1969 годах и великим муфтием Египта в 1955—1960 годах.

## Биография
Родился в 1894 году в Каире. Его отец был одним из лидеров улемов и имамом мечети Фатх, расположенной при мечети Абидин. Мамун вырос под влиянием арабской и французской культур, а также учился в университете аль-Азхар. В 1918 году окончил учебное заведение для кади.
Затем работал судьёй в шариатских судах. Был переведён в Судан, в 1941 году он стал там главным судьёй. Вследствие его неприязни к политике британского империализма, в сферу влияния которого входил на тот момент Судан, был переведён в Каир на должность председателя судов нижней инстанции. Работал там до 1952 года, затем стал председателем Высшего шариатского суда. В том же году в Египте произошёл военный переворот, пошатнувший британское влияние на Египет.
28 февраля 1955 года Совет революционного командования Египта назначил Мамуна Великим муфтием Египта. Одновременно с этим в стране были запрещены шариатские суды, а также проведена национализация вакуфов. 19 июня 1960 года Мамун ушёл с поста. Занимая должность муфтия издал 11 992 фетвы (2398 в год) — больше, чем любой другой Великий муфтий Египта.
В 1961 году Мамун был назначен Министерством вакуфов главой совета учёных, писавших «Энциклопедию исламского фикха» — крупнейшую работу по этой теме, изданную в XX веке. Хотя завершена «Энциклопедия» была лишь после смерти Мамуна, но он успел внести в её составление огромный вклад.
В июле 1964 года президент Насер назначил Мамуна Великим имамом университета аль-Азхар. Одной из изданных в качестве Великого имама фетв, была и фетва, в которой говорилось, что контрацепция не противоречит законам ислама — она была выпущена, поскольку перенаселение считалось угрозой. Однако, Мамун отказался издать фетву, которая признала бы социализм исламской доктриной.
В 1969 году ушёл в отставку по причине плохого здоровья. Умер в 1973 году.